# Prince Motoyoshi
Le prince Motoyoshi (元良親王, Motoyoshi-shinnō) (890 - 26 juillet 943) est membre de la famille impériale Japonaise et poète de milieu de l'époque de Heian. 
Il est le fils ainé de l'empereur Yōzei, mais né après l'abdication forcée de son père, sa mère est la fille de Fujiwara no Tōnaga et son frère (du côté maternel) est le prince Motohira. Ses épouses sont la princesse impériale Shūshi, fille de l'empereur Daigo, la  princesse impériale Kaishi, fille de l'empereur Uda et une fille du chef du Jingi-kan appartenant au clan Fujiwara.
En 929, durant les célébrations des 40 ans de son épouse la princesse impériale Shūshi, il demande à  Ki no Tsurayuki de composer un poème. En 936, il contribue financièrement à la construction du pilier central de la pagode du temple Daigo-ji.
Il est mentionné dans les Contes de Yamato et dans le Konjaku Monogatarishū comme une personne raffinée et d'une certaine sensualité. L'histoire rapporte également qu'il a une relation amoureuse avec Fujiwara no Hōshi, consort de l'empereur retiré Uda.
Environ vingt de ses poèmes waka sont inclus dans l'anthologie impériale Gosen Wakashū et une compilation personnelle de ses poèmes s'intitule Motoyoshi Shinnō-shū (元良親王集).